# Arctosa kadjahkaia
Arctosa kadjahkaia Roewer, 1960 è un ragno appartenente alla famiglia Lycosidae.

## Etimologia
Il nome proprio della specie deriva dalla località afgana di rinvenimento degli esemplari: il villaggio di Kadjahkai, dove sono stati reperiti gli esemplari fra il 30 aprile e il 1* maggio 1958.

## Caratteristiche
I cheliceri sono provvisti di 3 denti uncinati posteriormente; il dente apicale è il più grande, gli altri due sono di uguale dimensione fra di loro. L'epigino è piatto e di forma triangolare.
Le femmine hanno il bodylenght (prosoma + opistosoma) di 14 millimetri (6 + 8).

## Distribuzione
La specie è stata reperita nell'Afghanistan meridionale: su un pendio pietroso che porta al villaggio di Kadjahkai, 70 chilometri a nordest della cittadina di Guerechk, appartenente alla provincia di Helmand.

## Tassonomia
La denominazione Arctosa kadjakhaia (vi è il gruppo kh invece di hk) adoperata nel catalogo di Brignoli (1983c), è da ritenersi un refuso.
Al 2016 non sono note sottospecie e dal 1983 non sono stati esaminati nuovi esemplari.